# Linia kolejowa Bourg-en-Bresse – Bellegarde
Ligne du Haut-Bugey – linia kolejowa we Francji. Ma długość około 65 km i łączy Bourg-en-Bresse z Bellegarde, biegnąc przez góry Jura. Od 2009 linia jest zamknięta, ponieważ trwa jej modernizacja i elektryfikacja. Po przebudowie, linia zapewni lepsze powiązanie francuskiej sieci TGV z Genewą. Skróci czas podróży z Paryża do Genewy do trzech godzin (oszczędność 20 minut).